# Iolania oahuensis
Iolania oahuensis är en insektsart som beskrevs av Giffard 1925. Iolania oahuensis ingår i släktet Iolania och familjen kilstritar. Inga underarter finns listade i Catalogue of Life.